# Saoirse Ronan
Saoirse Una Ronan (født 12. april 1994) er en irsk teater- og filmskuespiller. Hun er datter af skuespiller Paul Ronan, der blandt andet har været involveret i filmen The Devil's Own - En fjende iblandt os.
Ronans far indsendte det videomateriale som førte til hendes audition til rollen som Susie Salmons i The Lovely Bones. Hun viste sig at være egnet til rollen, og Peter Jackson ønskede at lade en ukendt skuespiller spille hovedrollen. Under optagelserne blev hun nomineret til en Golden Globe for sin rolle som Briony Tallis i filmen Soning.
Saoirse Ronan var en af de mange, der søgte rollen som Luna Lovegood i Harry Potter og Fønixordenen, men hun fik ikke rollen. I stedet gik den til hendes veninde Evanna Lynch.
Hun har dubbet den engelske stemme til Arrietty i filmen Arriettys hemmelige verden fra 2010. Hun har også spillet Melanie Stryder i filmen The Host (2013).

## Filmografi
- I Could Never Be Your Woman (2007)
- The Christmas Miracle of Jonathan Toomey (2007)
- Atonement (2007)
- Death Defying Acts (2007)
- City of Ember (2008)
- The Lovely Bones (2009)
- Arrietty (2010)
- The Way Back (2010)
- Hanna (2011)
- Violet & Daisy (2011)
- Byzantium (2012)
- The Host (2013)
- How I Live Now (2013)
- Justin and the Knights of Valour (2013)
- The Grand Budapest Hotel (2014)
- Muppets Most Wanted (2014)
- Lost River (2014)
- Stockholm, Pennsylvania (2015)
- Weepah Way for Now (2015)
- Brooklyn (2015)
- Loving Vincent (2017)
- Lady Bird (2017)
- On Chesil Beach (2017)
- The Seagull (2018)
- Mary Queen of Scots (2018)
- Little Women (2019)

### Tv
| År        | Titel               | Rolle             | Note                        |
| --------- | ------------------- | ----------------- | --------------------------- |
| 2003–2004 | The Clinic          | Rhiannon Geraghty | 4 episoder                  |
| 2005      | Proof               | Orla Boland       | 4 episoder                  |
| 2014      | Robot Chicken       | diverse           | Stemme; 2 episoder          |
| 2017      | Saturday Night Live | Hende selv (Host) | Episode: "Saoirse Ronan/U2" |

### Musikvideoer
| År   | Sang             | Kunstner       | Rolle       |
| ---- | ---------------- | -------------- | ----------- |
| 2013 | "Garden's Heart" | Bat for Lashes | Lead Girl   |
| 2016 | "Cherry Wine"    | Hozier         | Lead Girl   |
| 2017 | "Galway Girl"    | Ed Sheeran     | Galway Girl |

### Teater
| År   | Titel        | Rolle            | Spillested          |
| ---- | ------------ | ---------------- | ------------------- |
| 2016 | The Crucible | Abigail Williams | Walter Kerr Theatre |